# 女性ホルモンタンク
『女性ホルモンタンク』（じょせいホルモンタンク）は、FMちゃたんが製作・放送していたラジオ番組。ミュージックバードを通じ、2006年6月まで日本各地のコミュニティFM局で放送されていた。パーソナリティは、当時hisanoと名乗っていた唐真久乃が務めていた。

## ネット局

### 番組終了時のネット局
以下は金曜 20:00 - 22:00 に放送していた局。
- FMちゃたん（製作局）
- FMわっぴ〜
- 秋田コミュニティー放送
- FMぱるるん
- エフエムかしま
- FMべる
- 福井街角放送
- 飯田エフエム放送
- エフエムいずも
- しゅうなんFM
- 熊本シティエフエム

以下は金曜 20:00 - 21:00 に放送していた局。
- FMゆーとぴあ
- サンシャインFM

以下は金曜 21:00 - 22:00 に放送していた局。
- fmさくだいら
- エフエムサン

### 途中までネットしていた局
- fmいずみ
- 喜多方シティエフエム
- エフエム世田谷
- エフエム甲府
- FMなばり
- FMうじ
- エフエムたじま
- FMハイホー
- FMマザーシップ
- エフエムおのみち
- スターコーンエフエム
- レインボーFM

| ミュージックバード 金曜 20:00 - 21:00 | ミュージックバード 金曜 20:00 - 21:00 | ミュージックバード 金曜 20:00 - 21:00 |
| 前番組                                | 番組名                                | 次番組                                |
| ------------------------------------- | ------------------------------------- | ------------------------------------- |
| 不明                                  | 女性ホルモンタンク                    | ストレンジ・デイズ・アワー            |
| ミュージックバード 金曜 21:00 - 22:00 |                                       |                                       |
| 不明                                  | 女性ホルモンタンク                    | Stardust revue〜25年の星屑伝説        |

| スタブアイコン | サブスタブ | この項目は、まだ閲覧者の調べものの参照としては役立たない、ラジオ番組に関連した書きかけの項目です。この項目を加筆・訂正などしてくださる協力者を求めています（P:ラジオ/PJ:放送番組）。 |